# 國家統一委員會
國家統一委員會（簡稱國統會），為中華民國政府機關，1990年由時任中華民國總統李登輝成立。國統會是隸屬於總統府的任務編組單位，為中國統一提供政策研究及諮詢。
1991年，國統會通過《國家統一綱領》，成為當時中華民國政府大陸政策主要方針。不過，國統會的功能日益弱化，而自2000年陳水扁接任總統以後，就不再集會，最終在2006年正式「終止運作」。

## 歷史

### 成立
1990年10月7日，時任中華民國總統、中國國民黨主席李登輝宣佈成立「國家統一委員會」，為隸屬總統府的任務編組單位，法源依據是《國家統一委員會設置要點》，設置目的在主導臺灣海峽兩岸關係的發展，依據「民主、自由、均富」，力促中國統一。
1991年2月23日，國家統一委員會第三次會議通過《國家統一綱領》，訂出近、中、遠程三階段：
1. 「近程」，為交流互惠階段，在交流中不危及對方安全安定，在互惠中不否定對方為政治實體，中國大陸應推動經濟改革、台澎金馬應加強憲政改革。
2. 「中程」，為互信合作階段，兩岸應建立對等官方溝通管道；開放三通；推動兩岸高層人士互訪。
3. 「遠程」，為協商統一階段，成立兩岸統一協商機構，依據兩岸人民意願，以政治民主、經濟自由、社會公平、軍隊國家化為原則，共商統一大業，研訂憲政體制，建立民主、自由、均富的中國。

1992年8月1日，國家統一委員會第八次會議通過關於「一個中國」的涵義，明確表達一個中國，兩個政治實體：
- 海峽兩岸均堅持「一個中國」之原則，但雙方所賦予之涵義有所不同……臺灣固為中國之一部分，但大陸亦為中國之一部分。
- 中國處於暫時分裂之狀態，由兩個政治實體，分治海峽兩岸。
- 已訂定「國家統一綱領」，盼大陸當局為建立自由民主均富的一個中國而貢獻智慧與力量。

1995年1月，時任中國共產黨中央委員會總書記的江澤民在北京發表對台看法「江八點」。同年四月，李登輝在國統會發表「李六條」回應。
1996年，中華民國首次總統直選，中國大陸在台灣附近海域進行軍事演習、導彈試射。同年面對台商可能西進，李登輝在國統會宣示大陸政策，仍表示應根留台灣、戒急用忍、行穩致遠，逐步實現國家和平統一終極目標。
國統會成立後共舉行十四次會議，國統會最後一次集會是在1999年4月8日，相對於因應美國總統柯林頓訪問中華人民共和國提出「新三不」的前次集會仍大致維持原有論述，到了此次集會則並未以追求「國家統一」為結論，而是強調朝「縮小雙方發展差距，促成兩岸融合」的說法，尤其強調「促進雙方關係正常化」。1999年7月，李登輝提出兩岸至少是「特殊國與國關係」，把「兩個不同政治實體」修改為「兩個國家」，這是由國家安全會議所屬的「強化中華民國主權國家地位」小組所研議，並未經過國統會討論或同意。

### 停頓及终止
2000年政黨輪替，民主進步黨籍的陳水扁總統，在就職演說中曾以“中华人民共和国無意武力犯台”为前提，提及“沒有廢除國統綱領與國統會的問題”的原則（“四不一沒有”原則之一）。不過，國統會此後未再聘任委員，亦未再舉行委員會議，幾乎停止運作。2003年至2005年間，國統會僅獲立法院象徵性編列1000元作為其年度預算。
泛绿陣營認為，中國大陆並無和平解決兩岸問題誠意，如中国大陆對台飛彈部署不斷增加，多達一千多枚，又於2005年通過《反分裂國家法》，以法律條文规定不排除采取“非和平方式”，始終堅持保留“不放棄武力犯台”。2006年初世界台灣人大會上，姚嘉文提出了廢除國統會的目標。
2006年1月29日（農曆大年初一）中午，陳水扁提出了“目前是認真思考廢除國統會及國統綱領的適當時機”这一观点。民進黨籍立法委員柯建銘表示，1月立法院在審查總預算時，就已通過由在野黨提出的“政府非法制化任務小組應停止運作”，因此包括人權小組及國統會都該廢除。针对柯建銘的言论，立法院國民黨籍院長王金平则强调说，當初國統會與國統綱領是行政院院會通過後頒布實施的，這與立法院上會期審查總統府預算時通過決議，要求總統府內非編制組織包括人權委員會、科技諮詢委員會停止運作的情形不同，因為這些組織都是沒有法源依據的。
陈水扁的言论引發泛藍人士的猛烈抨击，被认为是违反了“四不一没有”的承诺。时任国民党主席的馬英九认为陈水扁在2000年和2004年總統大選就職時，對人民都有承諾，他已表達這項作為可能產生的後果，目前暫時還在靜觀其變。另一方面，台聯黨主席蘇進強則對陳水扁的观点表示肯定，认为是“做對的事，走對的路”，並要求陳“說到做到”。當初開催成立國統會的前總統李登輝于2月26日表示，執政者只要不去做、宣布終止即可，根本不必廢統。美國政府亦在1月31日罕见的主动针对陈水扁的言论发表讲话，表示反對任何片面改變現狀的舉動。此發言引起了台灣內部獨派的不滿。
根据中国时报于2006年2月20日所发布的民意调查，台湾民众有21%支持废除国统会和国统纲领，32%反对废除；根據自由時報所做民調是否贊同廢除國統會與國統綱領，台灣民眾贊成廢除的比率為30.4%，反對者佔27.3%，42.3%的民眾表示「沒意見」。
2006年2月27日，陈水扁在主持國家安全會議后，以主席身分裁示作成決議：國家統一委員會「終止運作」，不再編列預算，原負責業務人員歸建；國家統一綱領也「終止適用」，並依程序送交行政院查照。28日，陳水扁以總統身分批示同意國家統一委員會終止運作。